# La sirvienta
Pour plus de détails, voir Fiche technique et Distribution.
La sirvienta est un film dramatique espagnol sorti en 2023, réalisé par Pablo Moreno.

## Synopsis
Vicenta María est une religieuse du xixe siècle. Elle ressent très tôt l'appel à protéger les femmes de son temps, qui essayaient d'émigrer de leurs villages vers les grandes villes, souvent avec peu de chance. Elle fonde ainsi la congrégation des Religieuses de Marie Immaculée, dédiée aux femmes employées comme domestiques. Au xxe siècle, Lera, une employée de maison qui a fui l'Ukraine, vient d'être arrêtée pour vol. En prison, elle rencontre deux prostituées, Julia et Mihaela, à qui elle raconte l'histoire de la femme qui a changé sa vie. Une seule femme peut-elle changer le cours de l’histoire pour des milliers d’autres ?

## Fiche technique
- Titre original espagnol : La sirvienta
- Titre anglais : The Maid
- Réalisation : Pablo Moreno
- Scénario : Pablo Moreno
- Musique : Oscar M. Leanizbarrutia
- Production : Stellarum films
- Pays de production :  Espagne
- Durée : 111 minutes
- Date de sortie :
  - Espagne : 24 mars 2023

## Distribution
- Cristina González del Valle : Vicenta María López y Vicuña
- Carmen Adsuara : Soeur María Teresa
- Sergio Cardoso : Pedro Bermúdez
- Raúl Escudero : Javier
- Eva Jakubovska : Lera
- Ariadna Fabra : Agustina
- Elena Furiase : Julia
- Wendy Gara : Adela adulte
- Rafa Jiménez : Ramón
- Juan Alberto López: D. Jose María
- Oscar Martin : Don Manuel de Riega
- Antonio Velasco : Père Medrano
- Fran Vico : médecin à Cascante
- Carolina Aller
- Marian Arahuetes
- Olatz Beobide
- Mayka Braña
- Antonio Reyes
- Belén San Román
- Assumpta Serna
- Saskia van Ryneveld

## Lieu de tournage
Le film a été tourné dans les studios de la société Rodriwood de Ciudad Rodrigo, qui favorise les films historiques

## Récompense
Le film a reçu le Poisson d'argent du Meilleur film au Festival international du cinéma chrétien Mirabile Dictu en 2024.